# Ка дељи Опи (Верона)
Ка дељи Опи је насеље у Италији у округу Верона, региону Венето.
Према процени из 2011. у насељу је живело 1349 становника. Насеље се налази на надморској висини од 25 м.